# Mallinella zebra
Mallinella zebra är en spindelart som först beskrevs av Tord Tamerlan Teodor Thorell 1881.  Mallinella zebra ingår i släktet Mallinella och familjen Zodariidae. Inga underarter finns listade i Catalogue of Life.